# Norman Mawle
Norman William Reginald Mawle (ur. 27 lutego 1897 w Banbury, zm. 28 grudnia 1971 w Leicester) – australijski as myśliwski okresu I wojny światowej. Odniósł 12 zwycięstw powietrznych.
Norman William Reginald Mawle służył w 20th Battalion London Regiment Territorial Force. Od 1916 roku służył w RFC. Najpierw w dywizjonie No. 7 Squadron RAF, a następnie w No. 84 Squadron RAF. W jednostce latał na samolotach S.E.5a. Pierwsze zwycięstwo lotnicze odniósł 17 lipca 1918 roku w okolicach Proyart. Mawle zestrzelił niemiecki balon obserwacyjny. Tytuł asa myśliwskiego uzyskał 29 lipca, zestrzeliwując niemiecki samolot LVG na południowy wschód od Proyart.
30 lipca Mawle odniósł potrójne zwycięstwo. W ciągu 5 minut zestrzelił trzy samoloty Fokker D.VII na południe od Warvillers.
Dwunaste ostatnie zwycięstwo Mawle odniósł 8 sierpnia. Zestrzelił swój czwarty balon obserwacyjny. Niestety w czasie walki został postrzelony przez artylerię przeciwlotniczą. Pomimo poważnych ran w ramię i żołądek, szczęśliwie doleciał do lotniska.
2 listopada 1918 roku został odznaczony Distinguished Flying Cross i został mianowany na stopień Group Capitan.